# Friedrich Wilhelm von Wuthenau
Friedrich Wilhelm von Wuthenau (* 2. März 1722 in Segeletz, Ruppinscher Kreis; † 28. Februar 1801 in Frankfurt an der Oder) war ein preußischer Generalmajor und Chef des Husarenregiments Nr. 10 sowie seit 1780 Herr auf Gilgenau im Kreis Osterode in Ostpreußen.

## Leben

### Herkunft
Seine Eltern waren Hans Dietrich von Wuthenau (* 2. Juni 1690; † 1760), Herr von Segeletz und Lögow, und dessen Ehefrau Hedwig Elisabeth, geborene von Werder aus dem Haus Klein-Wusterwitz.

### Militärlaufbahn
Wuthenau kam 1742 als Standartenjunker in das Leibkürassierregiment. Am 13. August 1744 wurde er Kornett und nahm im Zweiten Schlesischen Krieg an der Schlacht bei Kesselsdorf teil. Am 4. Juni 1752 wurde er Leutnant und 1755 erhielt er den Orden Pour le Mérite. Während des Siebenjährigen Krieges kämpft er in den Schlachten bei Prag, Roßbach und Leuthen. In der Schlacht bei Torgau verlor er sein rechtes Auge. In der Zeit wurde er am 16. Januar 1758 Rittmeister und Eskadronchef sowie am 21. August 1760 Major.
Nach dem Krieg wurde Wuthenau am 25. August 1772 Oberstleutnant und am 4. Januar 1775 Oberst. Als solcher nahm er auch 1778/79 am Bayerischen Erbfolgekrieg teil. Am 14. Juni 1780 wurde er Chef des Husarenregiments „Owstien“. Im Jahr 1781 wurde er nach Polen auf Werbung geschickt. Es dauerte bis zum 27. Juni 1786, als er zum Generalmajor mit Patent vom 24. Juni 1786 ernannt wurde. Am 23. März 1787 erhielt er seine Demission mit einer Pension. Er starb am 28. Februar 1801 in Frankfurt an der Oder.

### Familie
Wuthenau heiratete 1759 Freiin Auguste Christiane von Poellnitz (* 12. November 1732; † 6. September 1793), eine Tochter des Gottlob Heinrich von Pöllnitz, Herr von Neukirchen und Kollau. Die Ehe blieb ohne Kinder.